# Клод Бейлі
Клод Бейлі́ (фр. Claude Beylie; нар.22 лютого 1932, Сарла-ла-Канеда, Дордонь, Франція — 30 січня 2001, Канни, Франція) — французький кінокритик та історик кіно.

## Життєпис
Клод Бейлі народився 22 лютого 1932 року в місті Сарла-ла-Канеда, департамент Дордонь у Франції. Отримавши диплом з літератури, писав статті для часописів Cinéma (1957-1991), Les Cahiers du cinéma (1958-1963), потім для Écran та L'Avant-scène cinéma, у якому також був головним редактором (1977-1991).
Клод Бейлі викладав в Університеті Париж-1 Пантеон-Сорбонна та у 1973 році був засновником і почесним президентом університетської Сінематеки; з 1988 по 1993 очолював Синдикат французьких кінокритиків.
Клод Бейлі написав понад 20 книг, зокрема, біографій французьких кінематографістів Макса Офюльса, Марселя Паньоля, Жана Ренуара та Жака Беккера.
У 1989 році Клод Бейлі входив до складу міжнародного журі 42-го Каннського міжнародного кінофестивалю, очолюваного Вімом Вендерсом.
Клод Бейлі помер 26 січня 2001 року в Каннах у віці 68-ми років. 

### Переклади іншими мовами
- Клод Бейли. Кино: фильмы, ставшие событиями = Les films-clés du sinéma. — СПб. : Академический проект, 1998. — 400 с. — 3000 прим. — ISBN 5-7331-0127-Х.(рос.)